# KAB-1500L

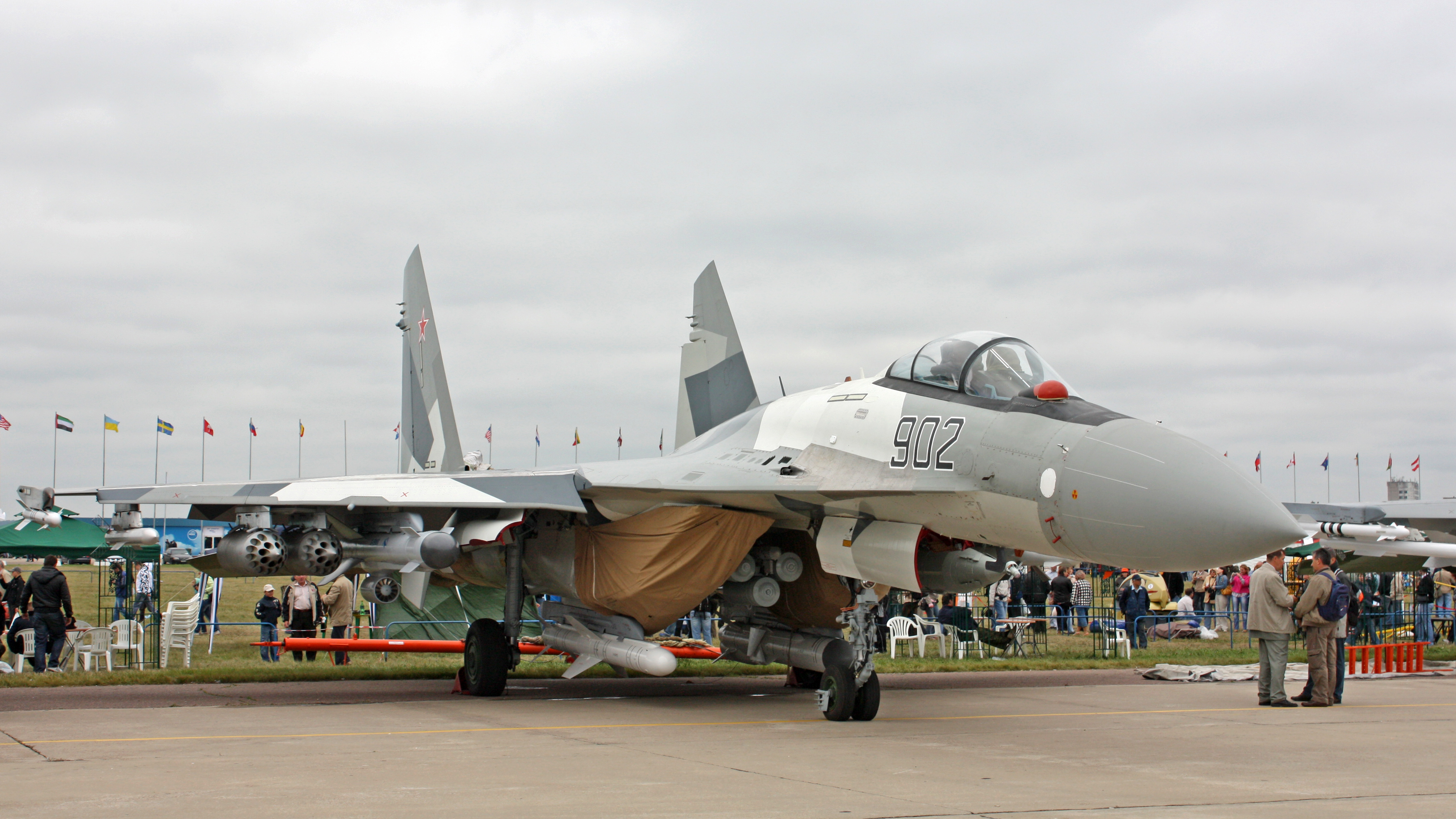
KAB-1500L zavěšená na stíhačce Su-35

 KAB-1500L je ruská laserem naváděná puma, určená k ničení pozemních, hladinových a podzemních cílů. Vývoj bomby začal v roce 1977, ještě během existence SSSR, ve výzkumně-výrobním podniku "Region" a trvalo deset let, než ji bylo možné nasadit v boji.

## Konstrukce a vlastnosti
Má poloaktivní laserový naváděcí systém Azov 27N nebo pozdější 27N1, který zajišťuje zásah cíle s odchylkou 7 - 10 m.
Přední křidélka a zadní řídící plochy jsou skládací, což umožňuje nést bombu nejen na externích závěsnících, ale i v pumovnici velkých letadel. Nést ji tak mohou jak frontové, tak strategické dálkové bombardéry. Bomby mohou být shazovány z bombardérů při rychlostech od 550 do 1700 km/h v letové hladině 1 – 15 km.

## Nasazení

### Sovětská válka v Afghánistánu
Poprvé byla KAB-1500L bojově nasazena v letech 1988-1989 z frontových bombardérů Su-24M, které útočily na pozice mudžahedínů. Jak se však ukázalo při bombardování z velkých výšek, nebylo jejich nasazení příliš efektivní.

### První válka v Čečensku
Přestože byla během války v Čečensku většina cílů zničena obyčejnými železnými bombami, naváděnými bombami KAB-500Kr/ KAB-500L nebo raketami Ch-25ML, došlo i na požití těžkých KAB-1500L. Letadla Su-24M bombardovala z výšek 4 - 5 km při rychlosti 800 - 900 km/h. Začátkem ledna 1995 se pomocí bomb KAB-1500L podařilo zničit dva silniční mosty přes řeku Argun východně od Grozného, přes které se přesouvaly posily militantních skupin do válečné zóny. Tato přesná munice byla použita i proti malým cílům ve městě Groznyj. Nezřídka se bombardovalo i v noci, za pomoci bombardérů Tu-22M3, které shazovaly nad městem světlice.

### Ruská intervence v Sýrii proti odpůrcům režimu Bašára al-Assada
V roce 2015 shazovaly ruské bombardéry Su-34 bomby KAB-1500L na pozice různých militantních skupin v Sýrii.

## Varianty
KAB-1500L-PR - verze s průraznou bojovou částí, určená k ničení opevněných nebo podzemních cílů jako jsou železobetonové úkryty, sklady jaderných zbraní nebo velitelská centra. Vysoce výbušná bojová hlavice může proniknout přes 20 metrů zeminy a následně prorazit až 3 m silný železobetonový kryt.
KAB-1500L-F - verze s tříštivou bojovou částí, určená k ničení pozemních cílů zvláštního významu jako jsou mosty, vojenské a průmyslové zařízení, lodě i pevnosti. Exploze vytvoří kráter o průměru až 20 metrů.
KAB-1500L-OD - verze s termobarickou bojovou částí, určená také na ničení pozemních cílů.

## Specifikace
- Celková hmotnost: 1500 kg
- Hmotnost hlavice: 1100 kg, (KAB-1500L-PR) / 1180 kg, (KAB-1500L-F)
- Průměr: 0,58 m
- Délka: 4,6 m[7]
- Výška vypuštění: 1 – 15 km
- Nosič:
  - Suchoj Su-24M
  - Suchoj Su-34
  - Suchoj Su-27IB
  - Su-30MK / Su-30MKI
  - Suchoj Su-35[8]
  - Tupolev Tu-22M[9]

## Uživatelé
- Vzdušně-kosmické síly Ruské federace